# Gruppe Kunstflug
Die Architekten- und Designergruppe Kunstflug wurde 1980 von Heiko Bartels (* 1947; † 3. Februar 2014), Hardy Fischer (* 1949), Harald Hullmann (* 1946) und Charly Hüskes (* 1944) in Düsseldorf gegründet. 
Fischer und Hullmann arbeiteten von 1978 bis 1979 bei Rodolfo Bonetto in Mailand und als Design-Consultants bei Fiat. Hullmann wurde 1989 zum Professor für Design an der Hochschule für Bildende Künste Saar, Hardy Fischer 1993 als Professor für Industriedesign an der Kunsthochschule Kassel und Bartels 1993 als Gründungsdekan der Fakultät für Produkt-Design an der Bauhaus-Universität Weimar berufen.
Die Gruppe verband Ideen der ausklingenden Punkrevolte der 80er-Jahre mit postmodernen Thesen des italienischen Antidesigns. Produkte sollten in erster Linie "Darstellungen von symbolhaften Gehalten und bildnerischen Themen" sein und nicht primär "funktionsabbildende Behälter". Ihre Ideen setzte die Gruppe in zahlreichen Ausstellungen um (etwa "Neues deutsches Design", 1983). In ihrem Projekt "Kulissenmöbel" (1987) wurden zum Beispiel Farbdias von Möbeln sämtlicher Epochen auf Pappkästen oder Wände projiziert, um die Beliebigkeit der Form zu verdeutlichen. Konkrete Möbelentwürfe entstanden unter anderem für Alessi, Anthologie Quartett und Classicon.